# Павел Скшеч
Павел Людвік Скшеч (пол. Paweł Ludwik Skrzecz; 25 серпня 1957) — польський боксер-любитель. Призер літніх Олімпійських ігор, чемпіонатів світу та Європи у напівважкій вазі.

## Життєпис
Народився у Варшаві. Брат-близнюк боксера-важковаговика Гжегоша Скшеча.
На чемпіонаті Європи з боксу 1979 року в Кельні (ФРН) у чвертьфіналі переміг Ондрея Пустая (ЧССР), а у півфіналі поступився майбутньому чемпіону Європи Альберту Ніколяну (СРСР).
На літніх Олімпійських іграх 1980 року в Москві (СРСР) у чвертьфіналі переміг Ґеорґіцу Донічі (Румунія) та у півфіналі — Рікардо Рохаса (Куба). У фінальному двобої поступився Слободану Качару (СФРЮ).
На чемпіонаті Європи з боксу 1981 року в Тампере (Фінляндія) у чвертьфіналі поступився Ґеорґіцу Донічі (Румунія).
На чемпіонаті світу з боксу 1982 року в Мюнхені (ФРН) у чвертьфіналі переміг Бенні Герда (США) та у півфіналі — Перо Тадіча (СФРЮ). У фіналі поступився майбутньому дворазовому чемпіонові світу Пабло Ромеро (Куба).
На чемпіонаті Європи 1983 року у Варні (Болгарія) почергово переміг Крістера Корпі (Швеція), Юга Ганнінена (Фінляндія) та Еюпа Чіфтчі (Туреччина). У фіналі поступився Віталію Качановському (СРСР).